# Baie de Koporie
La baie de Koporie (en russe : Копорская губа, Koporskaya Guba) est une baie de 12 km de long sur la côte sud du golfe de Finlande. Elle mesure jusqu’à 26 km de large et 20 mètres de profondeur. Elle est située entre la baie de Louga, 36 km à l'ouest, et la baie de la Néva, 53 km à l'est, entre le cap Kolganpja sur la péninsule de Soikinsky (Сойкинский полуостров) qui le délimite à l’ouest, et le cap Ustinskij (мысо Устинский, συμβιστιιστι) à l’est,. Sur la côte, entre le cap Kolganpja et le cap Ustinskij, il y a quelques promontoires : Lipunizmi (Липунизми), Nennisari (Неннисари), Chipista (Хиписта), Dubovskoj (Дубовской), Dolgoj (Долгой), Navolok (Наволок). 
Le rivage de la baie est bas et rocheux. L’arrière-pays est boisé. La baie fait partie de l’oblast de Léningrad en Russie. La seule agglomération importante est la ville de Sosnovy Bor. Les rivières Voronka (Воронка) et Sista (Систа), s’écoulent dans la baie. Elle est nommée d’après la forteresse médiévale de Koporie (Копорская крепость) qui se trouve à 12 km au sud.